# Мейендорф, Феофил Егорович
Барон Феофи́л Его́рович Мейендо́рф (Богдан Теофил; 4 (16) августа 1838—18 октября 1919) — русский генерал от кавалерии (1898), генерал-адъютант (1902), участник русско-турецкой войны 1877—1878 гг. и русско-японской войны. Сын генерала от кавалерии, барона Е. Ф. Мейендорфа.

## Биография

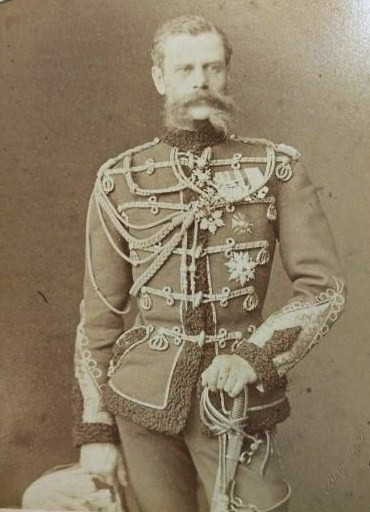
Барон Феофил Мейендорф

Феофил Егорович родился 4 (16) августа 1838 года, сын генерал-адъютанта Егора Фёдоровича Мейендорфа и Ольги Фёдоровны Брискорн. Образование получил в Пажеском корпусе, из которого выпущен 16 июня 1856 года корнетом в лейб-гвардии Конный полк; 30 августа 1859 года произведён в поручики. В 1860—1864 гг. участвовал в военных действиях на Кавказе и за боевые отличия в них награждён чинами штабс-капитана (30 августа 1861 года) и капитана (6 октября 1862 года), а также орденами Св. Станислава 3-й степени с мечами и бантом (1861), Св. Станислава 2-й степени с мечами (1862), Св. Анны 3-й степени с мечами и бантом (1861).
30 августа 1867 года произведён в полковники, 28 ноября 1870 года получил в командование Тверской драгунский полк, а 6 ноября 1874 года — лейб-гвардии Гусарский полк и 19 февраля 1875 года пожалован во флигель-адъютанты. С лейб-гвардии Гусарским полком Мейендорф принял участие в русско-турецкой войне 1877—1878 гг. и за отличие в бою за Телиш произведён 18 декабря 1877 года в генерал-майоры с зачислением в Свиту Его Императорского Величества и награждён орденом Святого Станислава 1-й степени с мечами (1878). Во время военных действий и по окончании войны неоднократно принимал на себя временное исполнение дел командира 2-й бригады 2-й гвардейской кавалерийской дивизии. За отличие в войне был награждён 25 января 1879 г. золотой саблей с надписью «За храбрость».

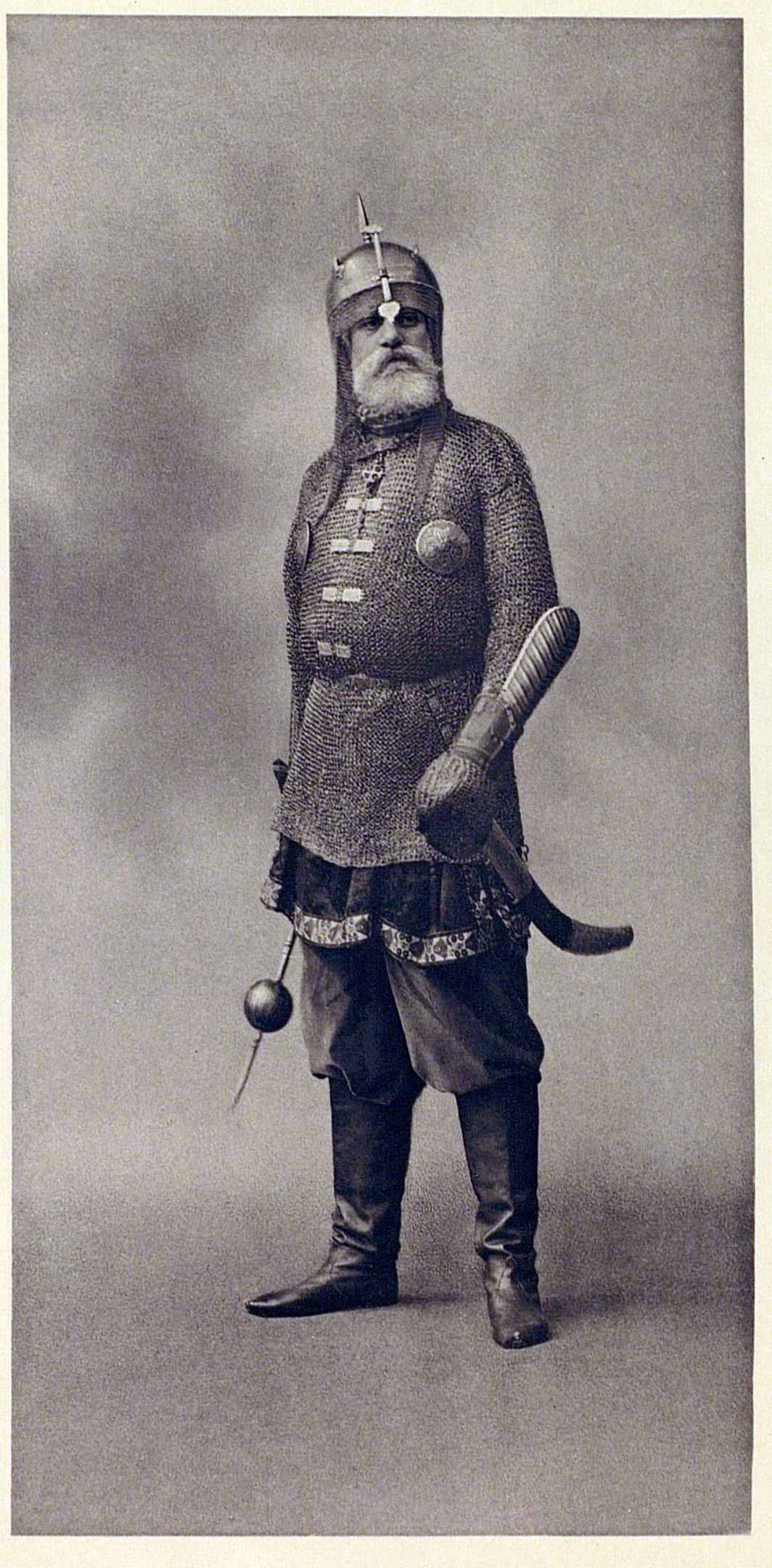
В костюме воеводы Большого полка войск князя Пожарского, Костюмированный бал 1903 года

С 6 мая 1884 по 19 мая 1892 года начальствовал 2-й кавалерийской дивизией; 30 августа 1886 года был произведён в генерал-лейтенанты. С 19 апреля 1892 по 14 июня 1896 года состоял для особых поручений при главнокомандующем войсками гвардии и Петербургского военного округа. 14 июня 1896 года назначен командиром 1-го армейского корпуса; 6 декабря 1898 года произведён в генералы от кавалерии, а 6 мая 1902 года пожалован в генерал-адъютанты к Его Императорскому Величеству.
В 1904—1905 гг. Мейендорф принял со своим корпусом участие в войне с Японией и после сражения на реке Шахэ вернулся в Россию. За боевые отличия во время русско-японской войны был награждён: 26 марта 1905 года бриллиантовыми знаками и мечами к ордену Святого Александра Невского (сам орден был пожалован 6 декабря   1901 года); 23 августа 1905 года золотым оружием с надписью "За храбрость", украшенным бриллиантами; 8 января 1908 г. орденом Святого Георгия 4-й степени. 19 декабря 1905 года Мейендорф был удостоен звания генерала, состоящего при Особе Его Величества. В мае 1917 года уволен в отставку по болезни.
Скончался 18 октября 1919 года в с. Михайловское Московской губернии.
Среди прочих наград Мейендорф имел ордена: Св. Анны 2-й степени (1866, императорская корона и мечи к этому ордену пожалованы в 1868 году), Св. Владимира 4-й степени (1869), Св. Владимира 3-й степени (1870), Святой Анны 1-й степени (1883), Святого Владимира 2-й степени (1889), Белого орла (1894), Святого Владимира 1-й степени (6 мая 1910года), а также ряд иностранных орденов, в том числе румынский крест «За переход через Дунай».
По отзыву А. Ф. Редигера, Мейендорф был «честнейший человек, но ограниченных способностей». Граф Витте также характеризовал его как «почтеннейшего и прекраснейшего человека», но не способного.

## Семья

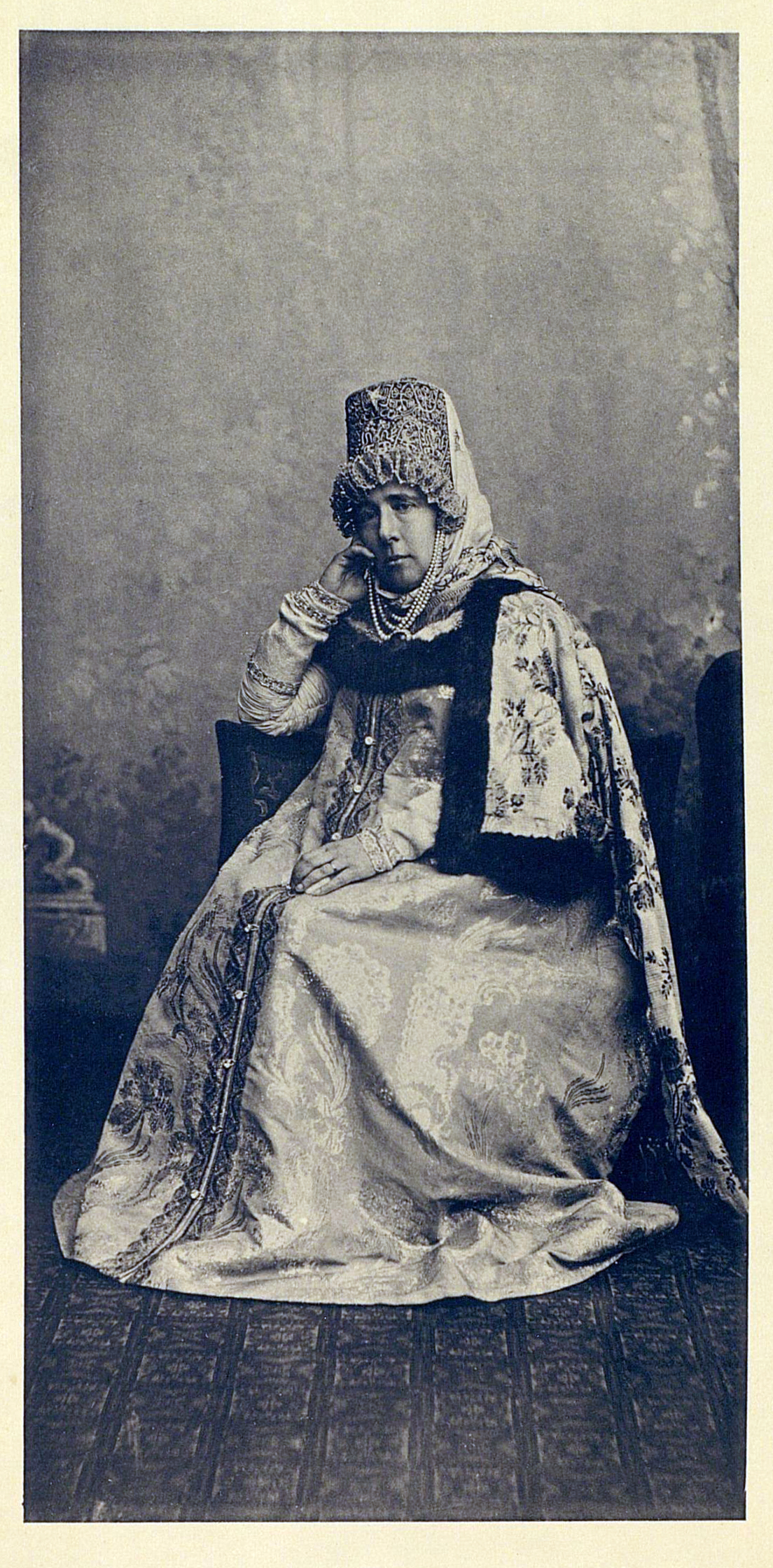
Елена Павловна, жена

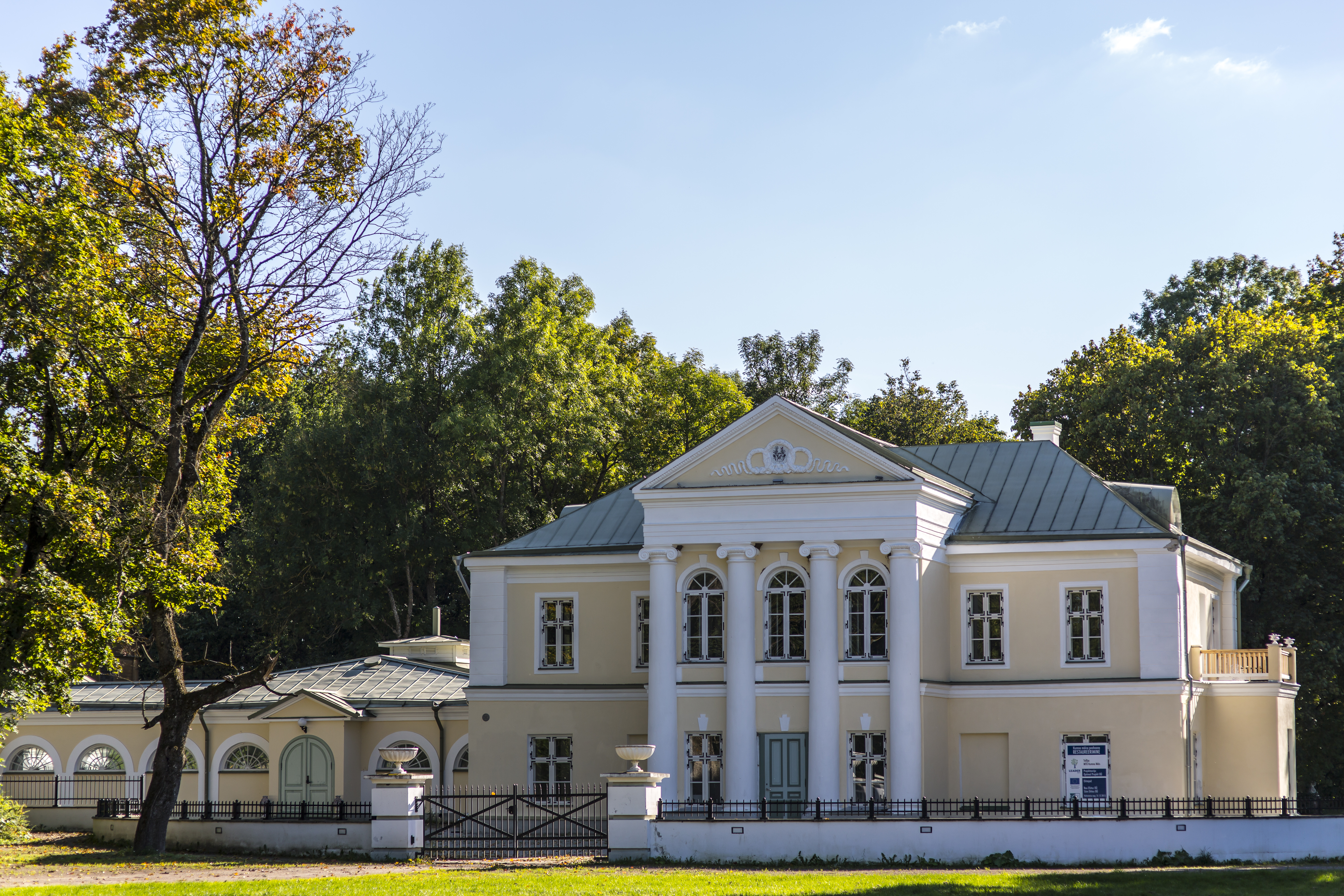
Дом в усадьбе «Кумна»

Был женат (с 10 апреля 1877 года) на  графине Елене Павловне Шуваловой (1857—1943), дочери графа Павла Андреевича Шувалова от брака с Ольгой Эсперовной Белосельской-Белозерской. Несмотря на разницу в возрасте супругов, брак их был счастливым. По словам родственницы, тетя «Мими» (как звали баронессу Мейендорф все окружающие), была небольшого роста, полная, жизнерадостная, никогда не тяготившаяся трудностями жизни. Все в её доме шло, как заведенная машина. Ежегодное прибавление семьи и большое хозяйство — все было на ней. Она одновременно умела делать два или три дела сразу, и у неё оставалось время и энергия на свои любимые занятия. Она писала масляными красками; интересовалась пчеловодством, ездила на собрания пчеловодов и принимала участие в благотворительных базарах. Летом жила с семьей в имении мужа «Кумна», зимой — в Петербурге. С 1924 года она вместе с младшими детьми находилась в эмиграции, жила в Эстонии.  Скончалась в 1943 году в Вене. В браке родились 13 детей:
- Ольга Феофиловна (1878—1959, Рим), фрейлина, художник, иконописец, замужем за церемониймейстером графом Василием Петровичем Орловым-Денисовым (1876 —1917)[5]; Их дети — Петр (1900—1918, Новочеркасск), расстрелян большевиками[6]; Василий (1901—после 1920), вольноопределяющийся лейб-гвардии Казачьего полка, пропал без вести в марте 1920 года вместе с лазаретом — был болен сыпным тифом); Георгий (1903—1965, Рим).
- Мария Феофиловна (1880—1962), фрейлина
- Елена Феофиловна (1881—1966, Рим), фрейлина, с 1900 года замужем за флигель-адъютантом графом Петром Сергеевичем Шереметевым (1876—1914); 7 детей, в том числе — Николай Петрович Шереметев; один из внуков — Петр Петрович Шереметев.
- Павел Феофилович (1882—1944), полковник лейб-гвардии Конного полка[7]; женат на Стелле Романовне Уишоу (1884—1976);
- София Феофиловна (1883—?), родилась в Ницце,  замужем за своим кузеном Василием Фёдоровичем Мейендорфом[8];
- Анастасия Феофиловна (1885—?), замужем за Ильёй Дмитриевичем Мухановым (1881—1919). Их дети — Ирина (1907–1956, Буэнос-Айрес), Анастасия (1908–1934, Таллин), Сергей (1915–2011, Буэнос-Айрес)[9].
- Феофил Феофилович (1886—1971) — художник-миниатюрист[10];
- Николай Феофилович (Богданович) (1887—1969), полковник (1919), иконописец[10];
- Надежда Феофиловна (1889—1950), находилась в заключении, работала в 1929—1932 на строительстве Беломорско-Балтийского канала, замужем за Александром Александровичем Раевским (1885—1942), двоюродным братом композитора С.Прокофьева (их матери — родные сестры)[11]. Их дети:  Елена (1913–1982), Екатерина (1915–2001, в замуж. – Игнатьева), Софья (1923–2011, в замуж. – Дараган-Сущова[12])[13].
- Андрей Феофилович (1891—1909)[14];
- Фёкла (Тёкла) Феофиловна (1893—1982, США), замужем за Алексеем Сергеевичем Лопухиным (1882—1966)[15]. До 1934 года они жили в России, затем выехали в Эстонию, после 1945 года – в США[16]. Их дети: Сергей, Александра (ее муж — Георгий Горский, священник[17]), Николай, Елена (ее муж — С.Слободской, протоиерей), Анна (в замуж. Осоргина), Татьяна (ее муж — Олег Михайлович Родзянко, внук М.В.Родзянко, родной брат Василия Родзянко, епископа), Михаил — принимали активное участие в общественной и культурной жизни русской эмиграции.
- Александра Феофиловна (1894—?), в 1928 году была арестована, приговорена к 3 годам ИТЛ и отправлена в Соловецкий лагерь особого назначения[18]. Благодаря своему брату Георгию, который продал имеющийся у него надел земли возле мызы Кумна, ей и ее сестре Фекле с семье удалось выехать за Эстонию.
- Георгий Феофилович  (1894—1982, США), брат-близнец Александры[19], командир батареи Балтийского полка, в эмиграции[20][21]. Жена — Маргарита Яновна Улк, дочь — Маргарита[22].